# Ostění

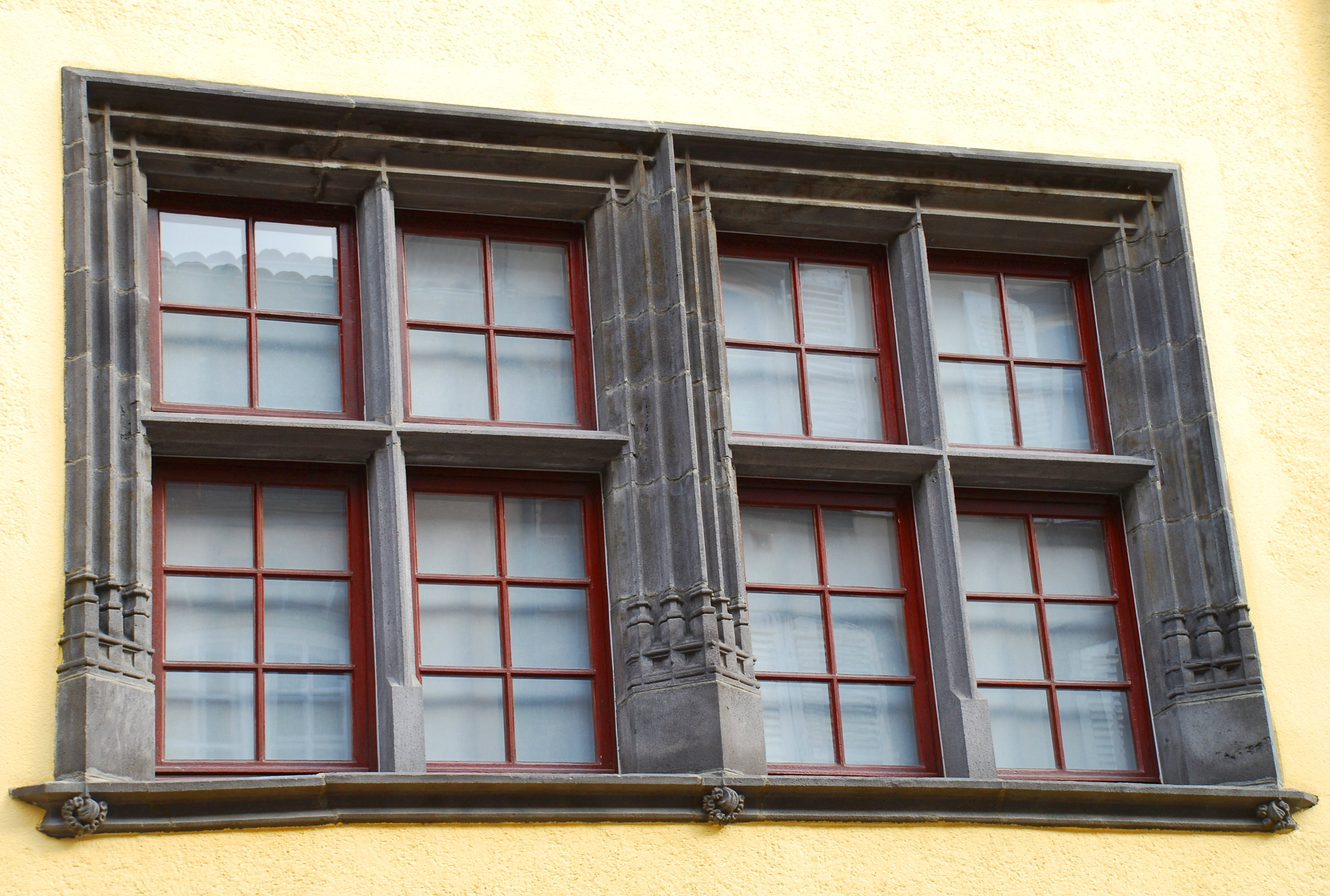
Pozdněgotické kamenné ostění oken domu v Clermont-Ferrandu, Francie

Ostění je architektonický prvek, lem otvorů ve stěnách (tj. dveří či oken) vystupující nad jejich povrch, někdy i velmi výrazně. V historické architektuře se slovem ostění rozumí prvek tesaný z kamene, potažmo provedený z cihel (tvarovek) nebo dřevěných trámů, zatímco tentýž prvek, vytažený pouze v omítce či štuku, případně jen iluzivně malovaný na plochu omítky, se nazývá šambrána. Moderní architektura až na výjimky tyto prvky nevyužívá – protože se většinou vyhýbá jakýmkoliv zdobným prvkům (ať z finančních či ideových důvodů) a z technického hlediska už nic takového nepotřebuje – a termín „ostění“ tak dnes označuje jen prostě pruh plochy stěny u hrany okenního/dveřního otvoru, do níž se okna či dveře ukotvují.
Ostění v původním významu slova se v evropských slozích hojně stavebně užívalo až do raného 18. století, do pozdního baroka, a to jak v církevní, tak světské architektuře (kostely, paláce, honosné měšťanské domy, ale i lidová architektura); poté už začaly převládat šambrány, často barevně odlišené od základní plochy stěn. Ostění mělo nejenom dekorační význam, ale především stavebně-technický: samonosné uzavřené „obálky“ oken či dveří zároveň nesly i pásy zdiva (nebo trámů) nad sebou a celkově zpevňovaly stěny staveb. 
Ještě existuje jeden význam slova, a sice v oboru tunelářství, kde ostění označuje konstrukci tunelů z vnitřní strany. Zde může být ostění zhotoveno buď z litinových tybinků (např. metro v Praze), nebo betonových či železobetonových segmentů (Eurotunel), nebo rovnou ze stříkaného betonu. Tento povrch může být opatřen také metalizací (šopováním), tedy je na něj za žáru nanesena tenká vrstva z různých kovů.

## Galerie

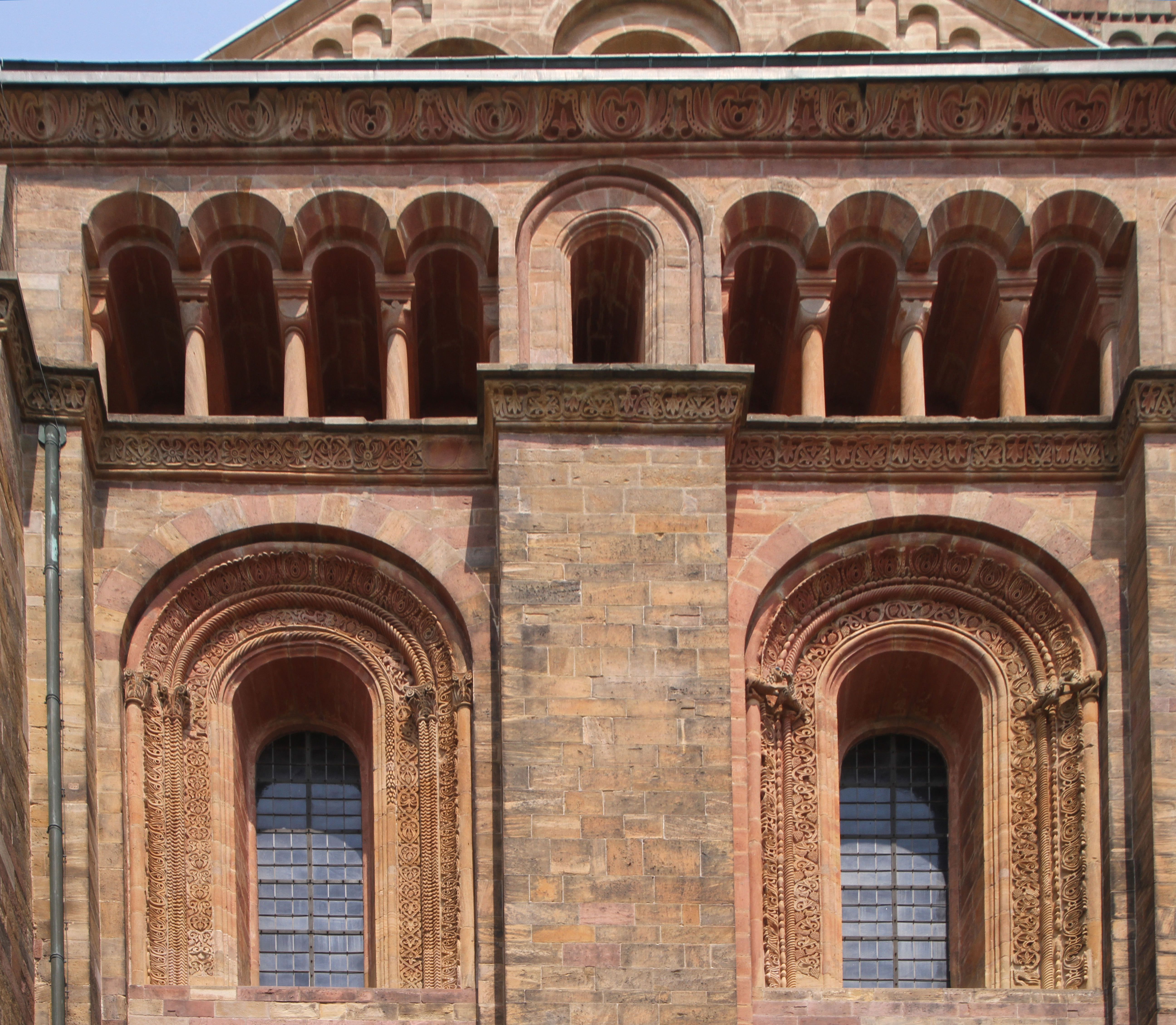
Ústupková ostění u velkých románských oken v transeptu katedrály sv. Štěpána ve Špýru, Německo
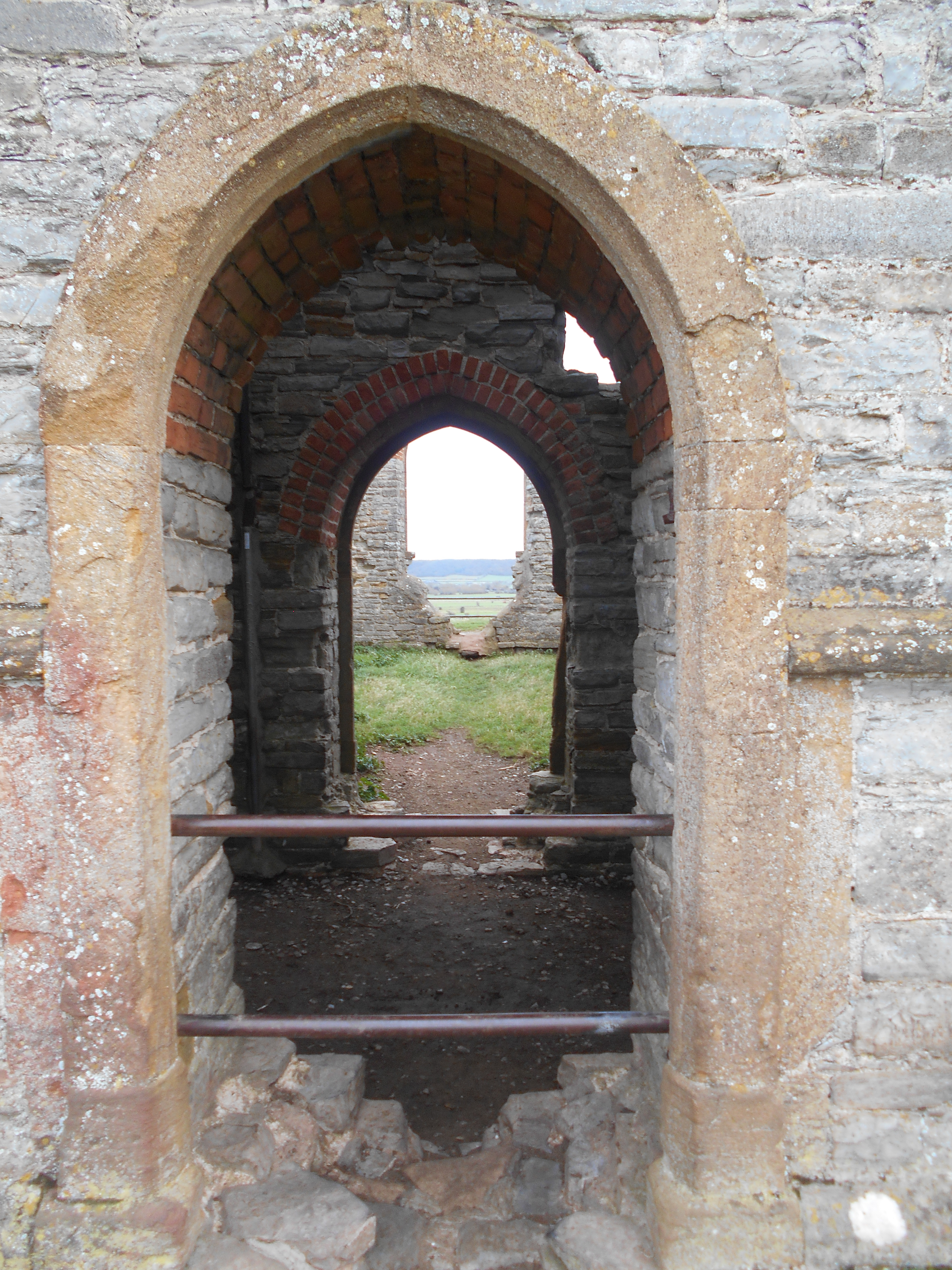
Ostění u gotického portálku na hradišti (motte) Burrow Mump u Burrowbridge, Anglie
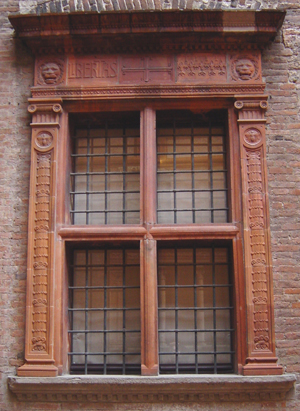
Renesanční terakotové ostění (s výraznou nadokenní římsou) jednoho z oken paláce krále Enzia (Palazzo Re Enzo), Boloňa, Itálie
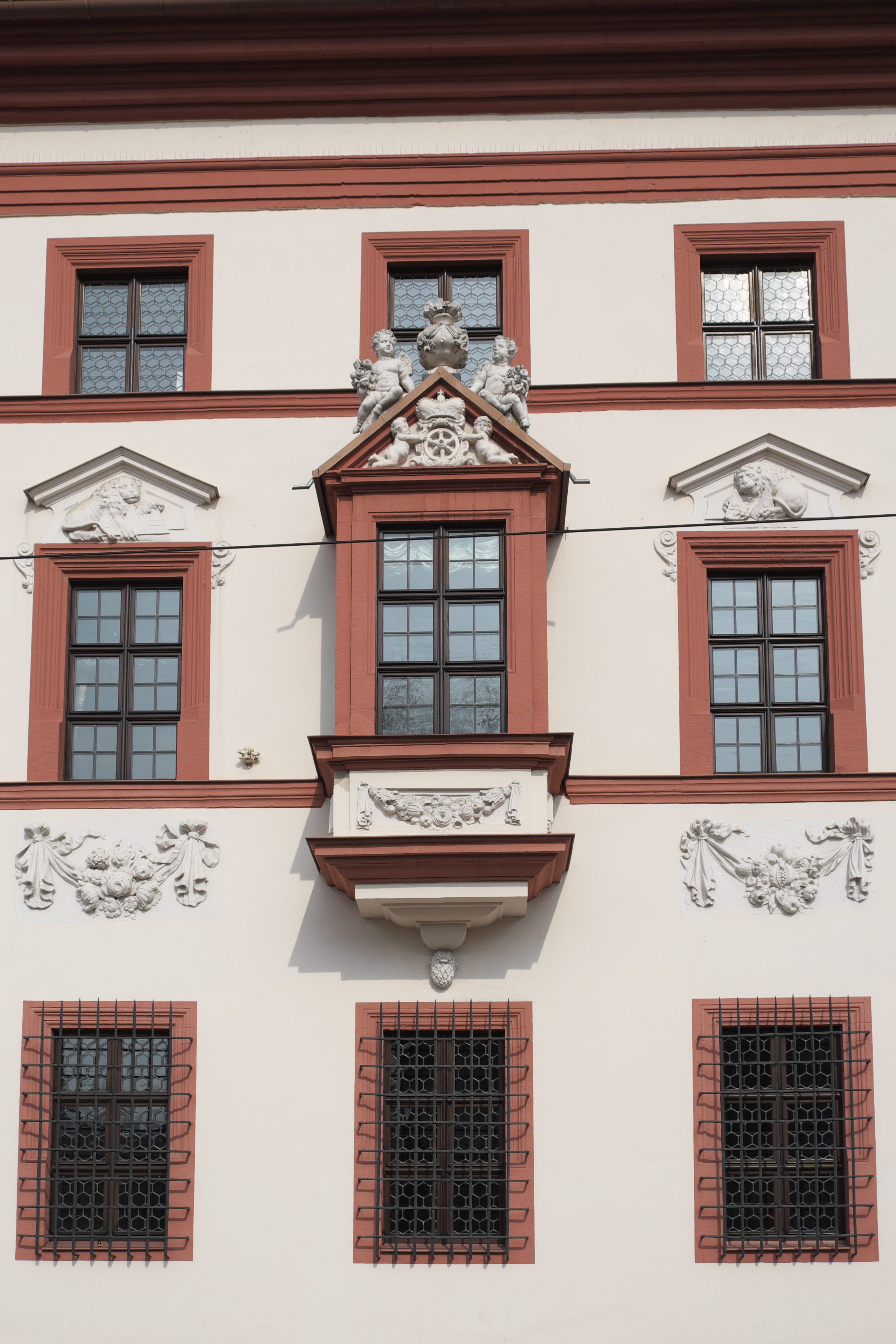
Barokní ostění oken na průčelí místodržitelského úřadu někdejšího mohučského kurfiřtství v Erfurtu, Německo
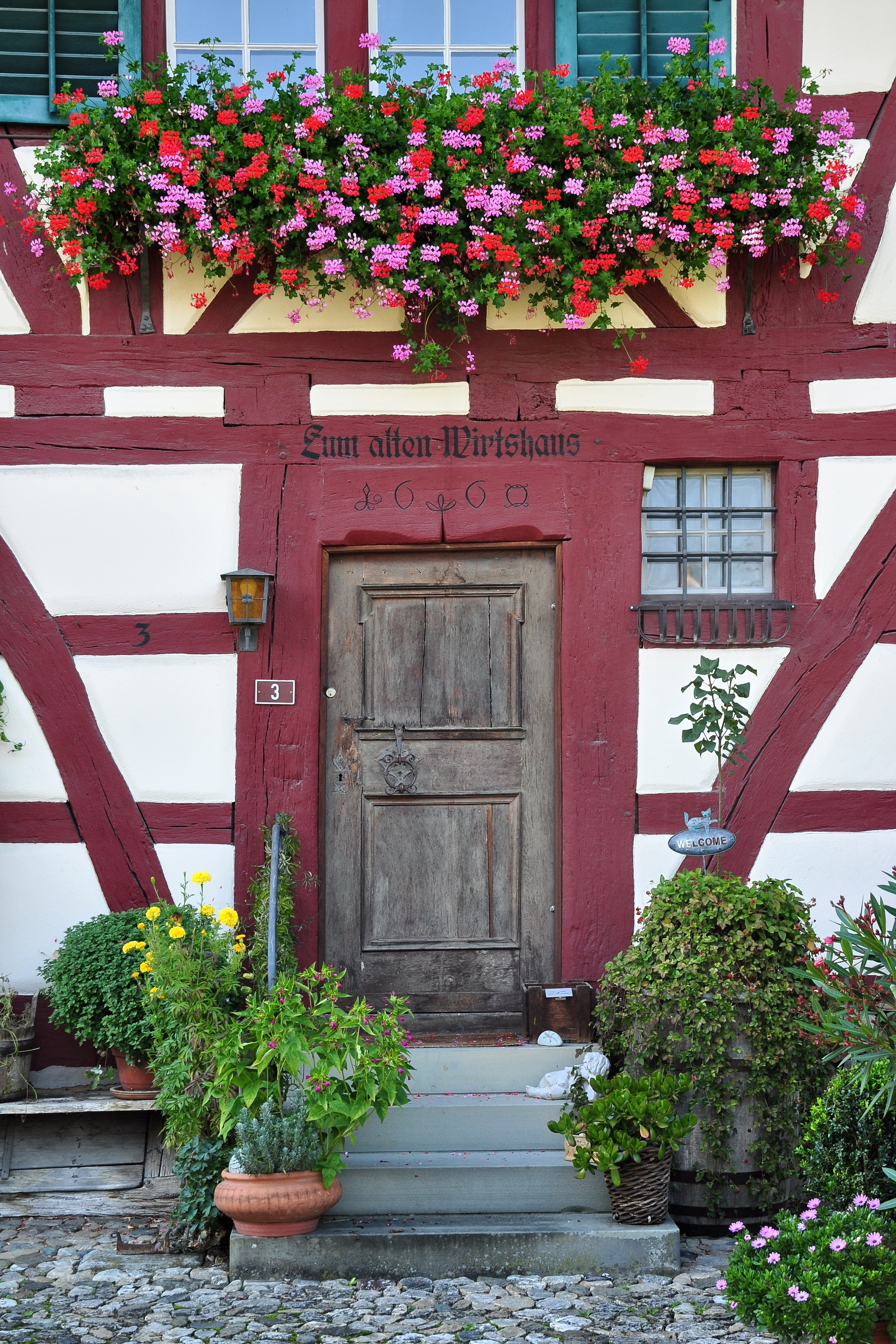
Trámové ostění (z roku 1660) vchodu do hrázděného domu v Marthalenu, Švýcarsko
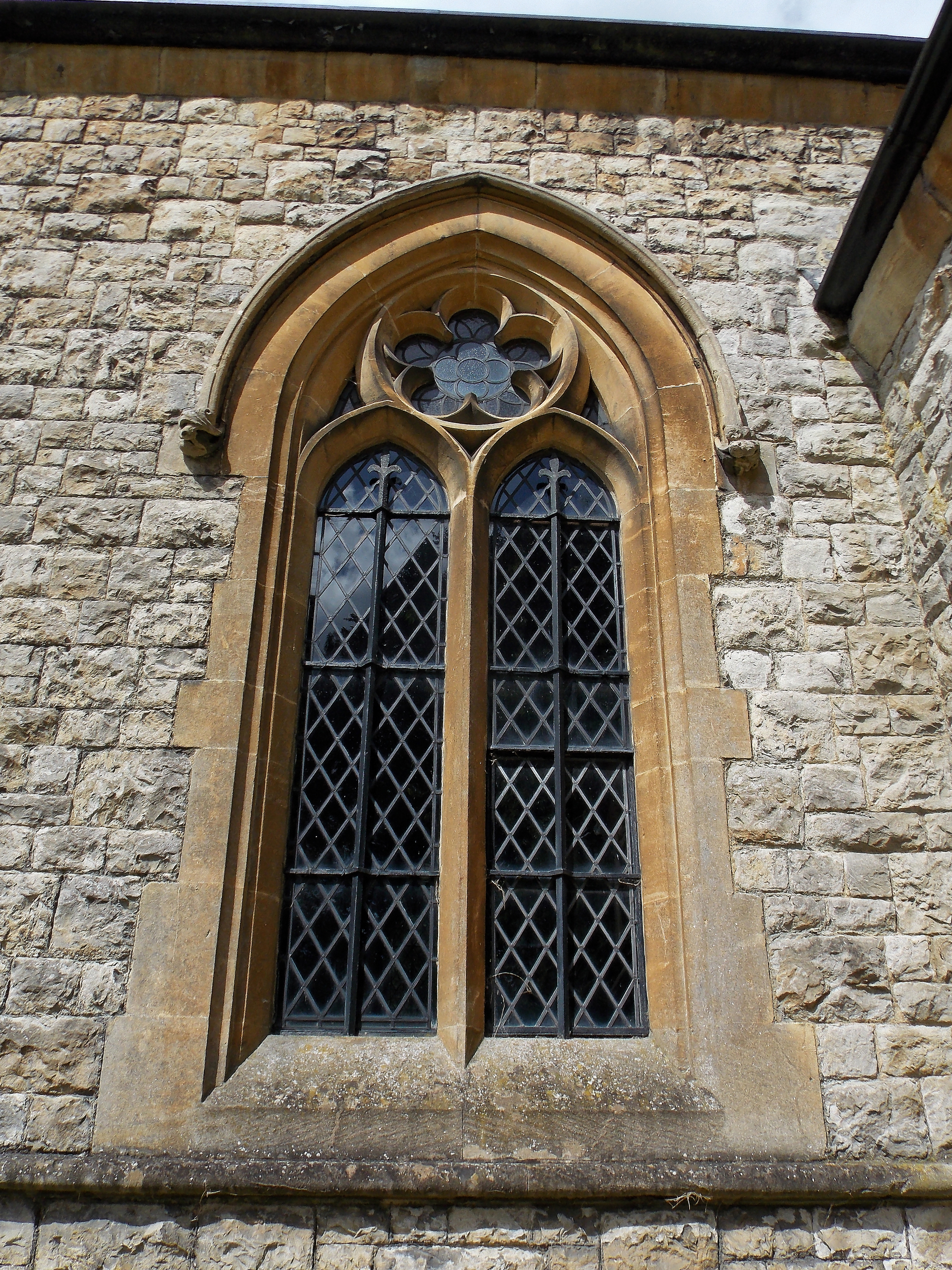
Novogotické kamenné ostění okna kostela sv. Neviňátek v High Beach, Anglie
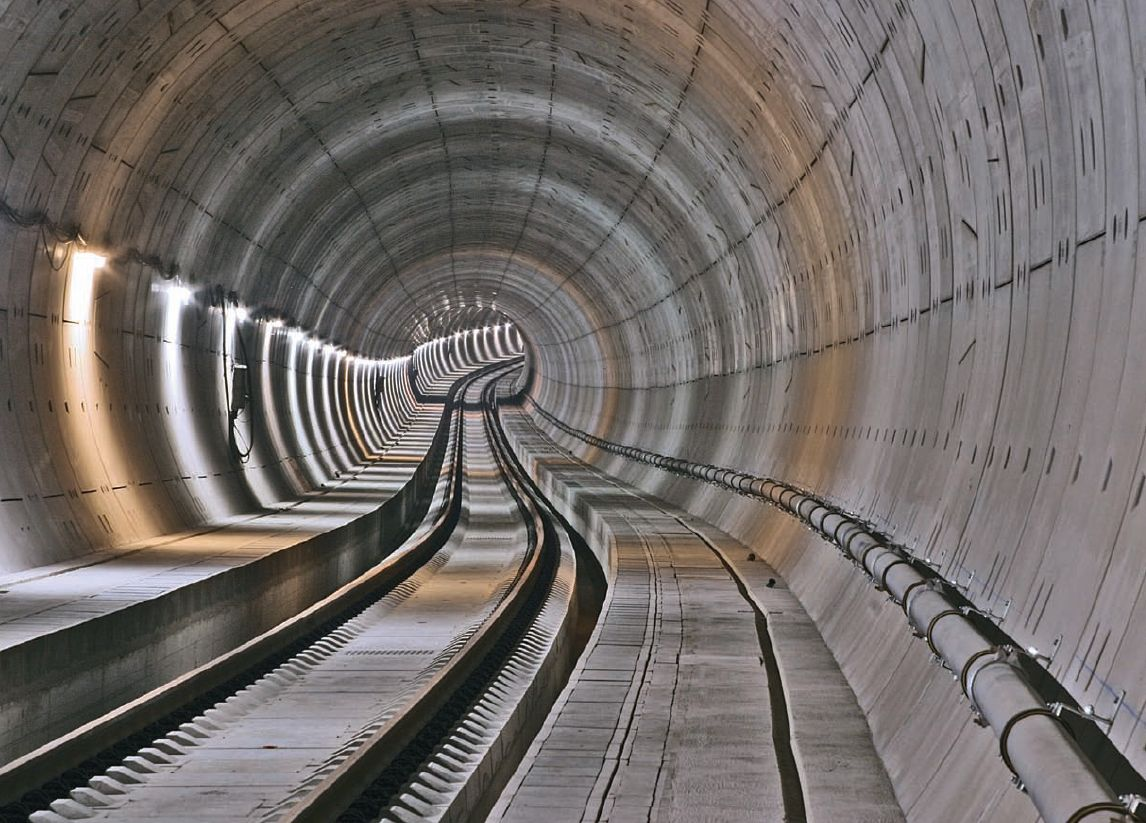
Ostění z betonových bloků v železničním tunelu – příklad dnešního chápání termínu